# Stenocoptus brevicauda
Stenocoptus brevicauda är en skalbaggsart som beskrevs av Hermann Julius Kolbe 1893. Stenocoptus brevicauda ingår i släktet Stenocoptus och familjen långhorningar. Inga underarter finns listade i Catalogue of Life.